# Бакман, Танфель Борисович
Та́нфель Бори́сович Ба́кман (12 января 1907, ст. Дочь, Борзнянский уезд, Черниговская губерния, Российская империя — 1987, Ленинград) — советский инженер, изобретатель, фотограф. Участник обороны Ленинграда.

## Биография

### Ранние годы и образование
Танфель Бакман родился в 1907 году в Черниговской области. Еврей по национальности. В 1923 году переехал в Петроград (позднее Ленинград). Высшее образование получить не удалось: один год он учился в Институте кино и телевидения (ныне Санкт-Петербургский государственный институт кино и телевидения), затем по комсомольской путёвке был переведён в ЛЭТИ (Ленинградский электротехнический институт), где проучился ещё один курс. Из-за тяжёлого материального положения семьи был вынужден бросить учёбу и начать работать. Сначала работал в фотомастерских, затем на фабрике грампластинок «Авангард», в 1938 году стал руководителем кабинета изобретений в Институте метрологии.

### Изобретательская деятельность
Ещё в предвоенные годы Бакман проявил себя как талантливый изобретатель, оформив около 40 патентов. Среди его разработок:
- телефонный аппарат с использованием перфокарт и автоматического передатчика (1929 год)
- электронная лампа для УКВ-частот (1935)
- форма для штамповки грампластинок (1935)
- жидкостный манометр для измерения высоких и сверхвысоких давлений,
- настольный телефон с функцией громкой связи (1939 год),
- вращающийся магнит для электромагнитных реле (1939 год) и другие устройства.

### Великая Отечественная война и блокада Ленинграда
В начале Великой Отечественной войны Танфель Бакман работал старшим фотолаборантом в разведотделе штаба военно-воздушных сил Северного фронта.
Его главные военные изобретения сделаны в самом начале войны — визиры и доработанные бинокли, позволявшие на расстоянии определять принадлежность самолётов. Уже в сентябре 1941 года штаб ВВС приказал выпустить 5000 комплектов визиров и 1200 биноклей по разработкам Танфеля Бакмана. Специальные бинокли с визиром Бакмана изготавливались в военное время на шести заводах.
- Документы на получение и производство визиров системы Т. Б. Бакмана, 1941
- Наградной лист (Орден Красной Звезды, январь 1945)

Несмотря на признание ценности сделанных изобретений, по неизвестным причинам осенью 1941 года Танфель Бакман был отправлен в боевые порядки на рубеж реки Сестры, а в декабре — на Дорогу жизни, где прослужил до снятия блокады. Руководил формированием и отправкой эшелонов с продовольствием в осаждённый город. Начинал службу сержантом, позднее стал старшиной. В конце войны получил звание техника-лейтенанта и должность начальника контрольно-пропускного пункта 129-го отдельного дорожно-эксплуатационного батальона.

### Послевоенная деятельность: фотография
После войны Танфель Бакман стал известным фотографом. Считается основоположником жанра цветной панорамной фотографии в СССР. Его работы печатались массовыми тиражами в газетах и журналах. В 1950—1960-х годах выпускались фотоальбомы и открытки с видами советских городов: Ленинграда, Москвы, Саратова, Ульяновска, Еревана, Казани, Новгорода, Севастополя, Донецка и других.
По семейной легенде, Иосиф Сталин за набор открыток с портретами советских звёзд театра и кино подарил Бакману автомобиль «Победа», однако документальных подтверждений этому нет.
Проживал на набережной канала Грибоедова. Скончался в 1987 году, могила на кладбище Памяти жертв 9-го января в Санкт-Петербурге.

## Семья
По данным на 1941 год: женат, двое детей.
Сын: Вадим Танфельевич Бакман, фотограф.

## Наследие
В 2024 году сын Бакмана передал полный семейный архив в Государственный мемориальный музей обороны и блокады Ленинграда. Среди переданных материалов: свидетельство о рождении, патентные грамоты, авторские экземпляры бинокля и визиров, фотоальбомы. Часть экспонатов была представлена на выставке «Война и мир Танфеля Бакмана», проходившей с 15 мая до 15 августа 2024 года.
Танфель Бакман остался в истории как изобретатель, защитник Ленинграда и фотограф-новатор. Его работы и изобретения хранятся в музеях и частных коллекциях.

## Награды
- Медаль «За отвагу»,
- Медаль «За оборону Ленинграда»
- Орден Красной Звезды (1945).